# Ichneumon vittatus
Ichneumon vittatus is een vliesvleugelig insect (orde Hymenoptera) uit de familie van de gewone sluipwespen (Ichneumonidae). De wetenschappelijke naam van de soort werd in 1785 gepubliceerd door Étienne Louis Geoffroy.

## Homoniemen
Voor Ichneumon vittatus Gmelin, 1790 zie Ichneumon potterae Kittel, 2016